# Włókna metaliczne
Włókna metaliczne – włókna chemiczne, sztuczne, które wytwarzane są z metalu i jego stopów, również jako metal pokryty tworzywem sztucznym czy tworzywo pokryte metalem, a także jako rdzeń całkowicie otoczony metalem. Włókna metaliczne znane są pod nazwą Zari – przede wszystkim w Indiach. Były pierwszymi włóknami sztucznymi, stworzonymi już tysiące lat przed nylonem czy rayonem. Ich właściwości ściśle zależą od składu, metody wytwarzania i parametrów temperaturowych procesu produkcyjnego. Są produkowane jako pasma, taśmy, tkaniny, siatki, włókna cięte i „wełna” włóknista. 

## Wybrane właściwości włókien metalicznych
Do produkcji włókien metalicznych stosuje się m.in. stal zwykłą i specjalną, tytan, wolfram, molibden, beryl czy aluminium. Charakteryzują się one dobrymi właściwościami mechanicznymi, dużym modułem sprężystości i wydłużeniem przy zerwaniu oraz dobrą adhezją na granicy metal-polimer. 
Właściwości fizyczne i mechaniczne tych włókien są zbliżone do właściwości metalu w masie. Natomiast budowa fizykochemiczna, kształt i jednorodność w masie zależne są od parametrów wytwórczych. Również średnica włókna ma znaczący wpływ na jego wytrzymałość i cenę – im mniejsza średnica, tym wyższa cena. 
| Włókno    | Gęstość [g/cm3] | Średnica [µm] | Wytrzymałość na rozciąganie [GPa] | Moduł sprężystości wzdłużnej [GPa] |
| --------- | --------------- | ------------- | --------------------------------- | ---------------------------------- |
| Stal 18-8 | 8,0             | 50 ÷ 250      | 1,0 ÷ 1,4                         | 198                                |
| Wolfram   | 19,3            | < 25          | 5,5                               | 360                                |
| Beryl     | 1,85            | 130           | 1,8                               | 300                                |

Włókna metaliczne charakteryzują się doskonałym i stałym przewodnictwem elektrycznym, na które nie ma wpływu wilgotność otoczenia. Ta właściwość decyduje o stosowaniu włókien metalicznych do wytwarzania kompozytów polimerowych elektroprzewodzących bądź jako składnik zapewniający właściwości antyelektrostatyczne. Dodatkowo tkaniny zawierające włókna metaliczne wykazują dobrą odporność na ścieranie i przecięcie oraz dobre właściwości przeciwzużyciowe i antyelektrostatyczne. Wysokie przewodnictwo elektryczne powoduje, że włókna metaliczne charakteryzują się również doskonałymi właściwościami ekranowania elektromagnetycznego.
Kolejną ważną cechą włókien metalicznych to zdolność niektórych metali do zachowania chemicznej obojętności niezależnie od środowiska, na które są narażone. Np. włókna ze stali nierdzewnej wykazują wysoką rezystancję termiczną i odporność na korozję czy działanie kwasów. 

## Zastosowanie
Włókna tytanowe stosuje się m.in. w kompozytach z termoodpornymi polimerami specjalnymi. Jednakże proces wytwórczy tych włókien jest dość skomplikowany, dlatego ich cena jest stosunkowo wysoka, a stosowanie ograniczone do bardzo specjalnych celów.
Włókna stalowe stosowane są np. do produkcji kordów do opon samochodowych czy w komunikacji w postaci kabli.
Włókna wolframowe czy molibdenowe stosowane są w nadstopach, które wykorzystuje się do produkcji żarowytrzymałych elementów silników. Dodatkowo włókna wolframowe stanowią rdzeń we włóknach borowych. 